# Ferdinand Augustin Hallerstein
Ferdinand Augustin Haller von Hallerstein (en esloveno: Ferdinand Avguštin Haller von Hallerstein; Liubliana o Mengeš, Carniola, Imperio Habsburgo, 27 de agosto de 1703-Pekín, China, 29 de octubre de 1774), también conocido como August Allerstein o por su nombre chino Liu Songling (en chino tradicional, 劉松齡; en chino simplificado, 刘松龄; pinyin, Liú Sōnglíng), fue un misionero jesuita y astrónomo esloveno. Estuvo activo en la China del siglo XVIII y pasó 35 años en la corte imperial del emperador Qianlong como director de la Oficina Astronómica y el Consejo de Matemáticas Imperiales. Creó una esfera armilar con anillos rotatorios en el Observatorio de Pekín y fue el primer demógrafo en China en calcular el número exacto de la población china de la época (198 214 553). También participó en la cartografía china, sirviendo al mismo tiempo como misionero, «embajador cultural» y mandarín entre 1739 y 1774.

## Vida y trabajo

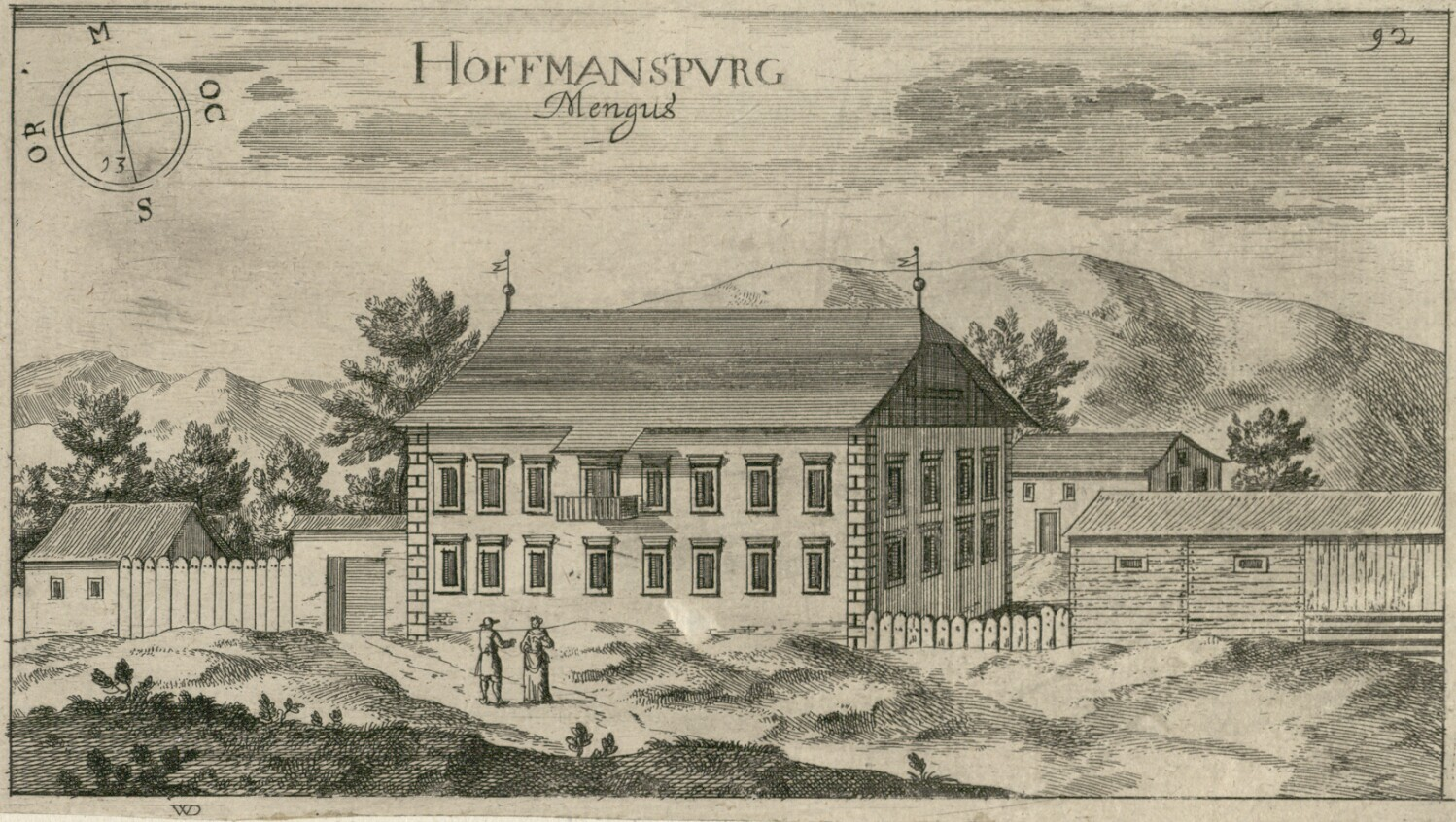
Castillo de Ravbar.

Hallerstein nació el 27 de agosto de 1703 en Liubliana (o, en fuentes más antiguas, en Mengeš, citando incorrectamente la fecha como el 18 de agosto de 1703), Carniola (entonces parte del Imperio Habsburgo, actualmente en Eslovenia) como miembro de la rama húngara de la familia Haller von Hallerstein de Núremberg, Alemania. Fue bautizado como «Ferdinandus Augustinus Haller L.B. ab Hallerstein» en Liubliana el 28 de agosto de 1703. Pasó su juventud en Mengeš, donde su familia era dueña del Castillo de Ravbar, y estudió en el colegio jesuita de Liubliana.
Fue miembro de la Academia de Ciencias de las tres ciudades, desde Alemania y Viena, donde publicó principalmente sus disputas científicas, a Roma y Lisboa, la ciudad de su correspondencia y de su amiga personal, la reina de Portugal. Fue desde Portugal desde donde viajó a la India como misionero, donde trabajó en Goa, y a Macao, desde donde continuó su viaje a Pekín.
El antiguo Observatorio Astronómico de Pekín, ahora sede de un museo, aún conserva la esfera armilar con anillos rotatorios producida bajo la dirección de Hallerstein, y es considerada como su instrumento astronómico más destacado.
Su lista y su traducción china llegaron a Europa en 1779. Los emperadores chinos se oponían a realizar censos, o al menos a publicarlos, para evitar que la población china reconociera su fuerza y protestara. Confirma todos los cálculos de uno de sus predecesores, el padre Amiot, y es prueba del crecimiento progresivo de la población china. En su vigésimo quinto año, encontró 196 837 977 personas, y al año siguiente 198 214 624. El censo de Hallerstein se encuentra en la obra «Déscription Générale de la Chine».
Fue enterrado en el cementerio de Zhalan de los jesuitas en Pekín.

## Legado
En Budapest, se publicaron las traducciones de sus cartas en el siglo XVIII.
Una parte de la Tercera Conferencia de la Sociedad Europea de Historia de la Ciencia fue dedicada a Hallerstein y a su transferencia de ciencia centroeuropea a Pekín y de vuelta. En años recientes ha atraído la atención de los historiadores chinos como el creador de uno de los instrumentos más intrigantes del antiguo Observatorio de Pekín, el astrolabio esférico, un «globo celeste».
El asteroide (15071) Hallerstein fue nombrado en su honor.